# Bahamas Leaks
Bahamas Leaks — це витік конфіденційної інформації обсягом 1,3 мільйона внутрішніх файлів із реєстру компаній Багамських островів. Після публікації «Panama Papers» у 2016 році невідоме джерело передало внутрішні дані з національного корпоративного реєстру Багамських островів Фредеріку Обермаєру та Бастіану Обермаєру, які проаналізували їх за допомогою Міжнародного консорціуму журналістів-розслідувачів (ICIJ). Водночас ICIJ, Süddeutsche Zeitung та інші медіа-партнери опублікували детальні звіти перед тим, як опублікувати онлайн-базу даних офшорних структур.
Файли містили дані про 175 888 підставних компаній і трастів, які були засновані на Багамських островах між 1990 і 2016 роками. 38 гігабайтів даних показали, що "кілька нинішніх та колишніх глав держав і урядів, а також високопоставлених політиків, включаючи колишнього єврокомісара Нелі Крус; екс-міністра гірничодобувної промисловості Колумбії Карлоса Кабальєро Аргаеса; Хамада бін Джассім бін Джабер Аль Тані, колишній прем'єр-міністр Катару; і віце-президент Анголи Мануель Домінгос Вісенте відповідно були директорами, секретарями або президентами багамських компаній.
Пізніше файли були опубліковані як частина більшого набору Distributed Denial of Secrets. Генеральний прокурор Багамських островів звинуватив групу у зламі їхнього корпоративного реєстру, хоча це заперечувалося групою, ICIJ і Фредеріком Обермаєром.

## База даних
У поєднанні з документами з «Панамських документів» та іншими документами, що просочилися в офшори, вперше була доступна безкоштовна база даних офшорних компаній, доступна для загального пошуку в Інтернеті.  База даних Offshore Leaks містить інформацію про 500 000 організацій, пов'язаних із 200 країнами та територіями.